# Pietrar negru
Pietrarul negru (Oenanthe pleschanka, sin. Oenanthe leucomela), numit și pietroică neagră, pițigoice, pițigoice de canara, călugăriță, este o pasăre migratoare din familia muscicapidelor, ordinul paseriformelor, care cuibărește din sud-estul extrem al Europei (nord-estul Bulgariei, sud-estul României și sudul Republicii Moldova) până în China. În România cuibărește de-a lungul litoralului Mării Negre și în restul Dobrogei, fiind cea mai vestică semnalare a cuibăritului pentru această specie. Populația estimată în România este de 680-750 de perechi cuibăritoare. Toamna migrează în cartierele de iernare din nord-estul Africii și sud-vestul Peninsulei Arabice. Cuibărește în ținuturile stâncoase pe versanți muntoși, arizi, cu vegetație mică sau cu asociații ierboase xerofile, în pajiști presărate cu pietre, rareori în câmpuri agricole necultivate, pășuni, pe malurile surpate din vecinătatea apelor sau pe litoralul mărilor. Este o pasăre mică, cât vrabia; lungimea corpului 14,5-16 cm; greutatea 16-22 g. Masculul în penajul nupțial (primăvara și vara) este negru pe obraji, bărbie, spate și aripi și alb pe creștet, ceafă și partea inferioară, cu o nuanță roz-gălbuie pe piept; târtița și supracaudalele albe; coada albă are un desen negru în formă de "T" pe rectricele mijlocii, pe vârf și partea distală a penelor laterale; ciocul și picioarele sunt negre. Femela în perioada de reproducere (primăvara și vara) este brun-cenușie deasupra și pe piept (acesta este ușor striat), cu o sprânceană brun-gălbuie, tectricele auriculare ușor nuanțate cu castaniu, pieptul cu o tentă albicioasă până la regiunea anală. Are un cântec melodios, asemănător cu al pietrarului mediteranean, cu fraze fluierate scurte, uneori cu sunete imitative. Se hrănește cu nevertebrate, în special cu insecte (furnici, lăcuste, muște și gândaci), toamnă completează hrana cu fructe și semințe. Își capturează prada atât pe locuri deschise, cât și în vegetația scundă. Cuibul este amplasat într-o cavitatea mică sub o piatră sau într-o fisură sau gaură în peretele unei viroage, unui mal sau unei clădiri. Acesta are forma unei cupe turtite și este construit din fire de iarbă tari, uscate, diverse tulpini de plante și rădăcini mici grosiere, și este căptușit cu iarbă mai fină, păr de animale și lână. Ponta este depusă de femelă la sfârșitul lunii aprilie sau în mai, fiind compusă din 4-6 ouă, pe care le clocește timp de 13-14 zile. Ouăle au o culoare albăstruie sau albastru-verzuie, cu pete mici brun-roșcate. Puii rămân în cuib 13-14 zile și sunt hrăniți de ambii părinți. O pereche depune o singură pontă pe an, posibil două în vestul arealului.

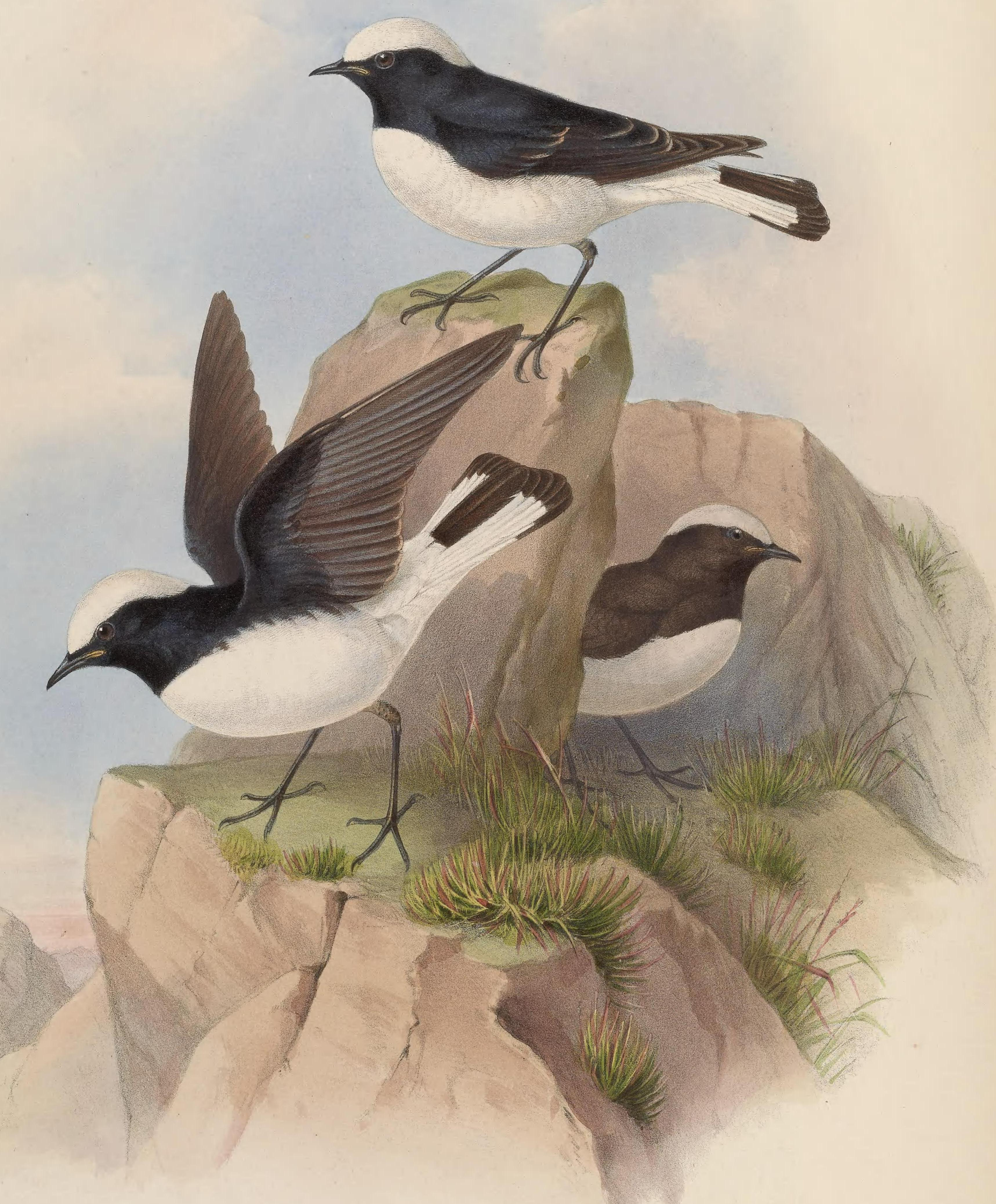
Pietrarul negru (Saxicola leucomela) după John Gould. The Birds of Asia. 1850-1883.

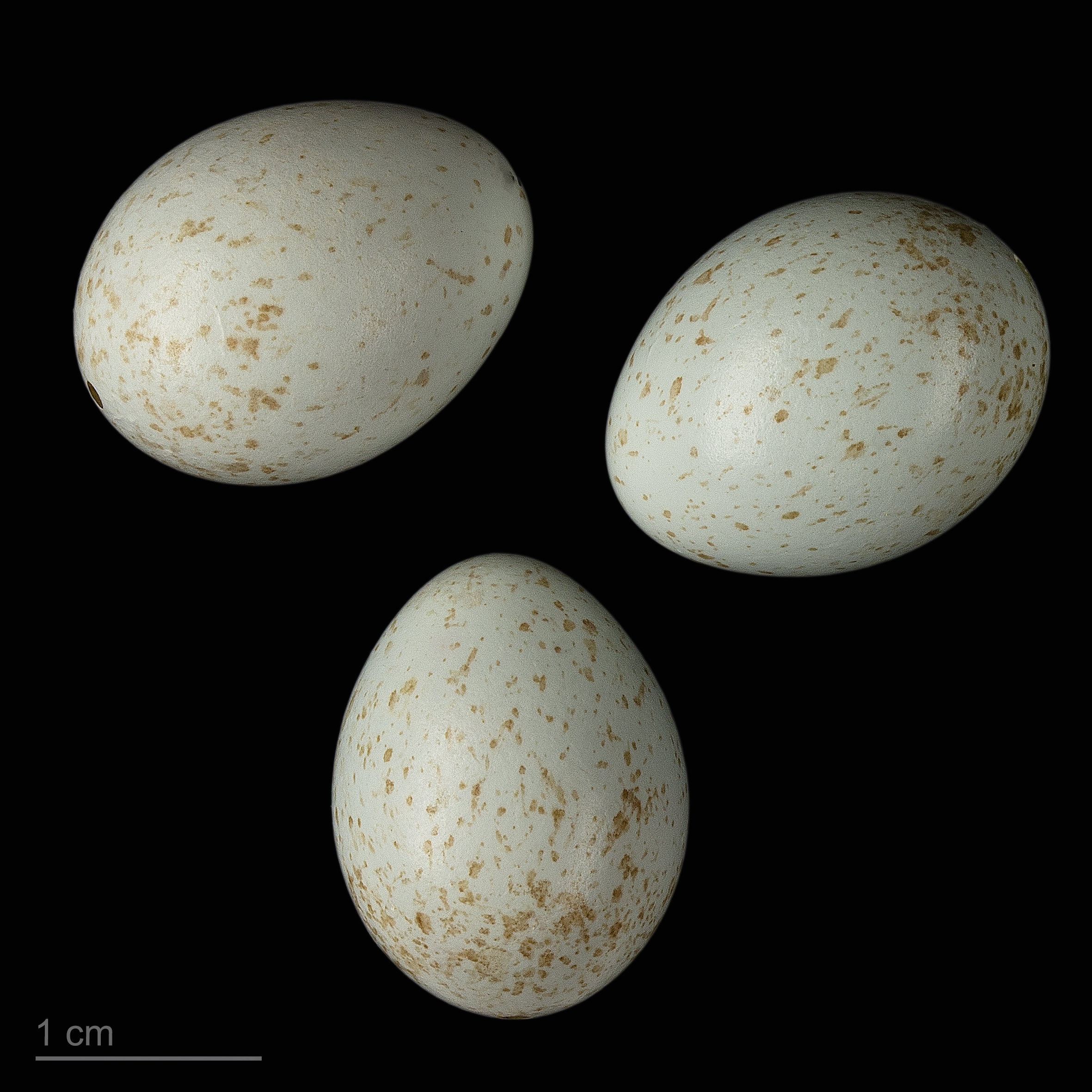
Oenanthe pleschanka - MHNT